# Беріктас (Кербулацький район)
Берікта́с (каз. Беріктас) — село у складі Кербулацького району Жетисуської області Казахстану. Входить до складу Коксуського сільського округу.
У радянські часи село називалось Фурманово.
Населення — 288 осіб (2021; 413 у 2009, 545 у 1999, 544 у 1989).